# Flexform
Flexform è un'azienda italiana con sede a Meda, centro del distretto produttivo dell'arredamento della Brianza. Fondata nel 1959 dai Fratelli Galimberti, l'azienda progetta, produce e commercializza arredamento e complementi per uso residenziale e pubblico.

## Storia
Agli inizi del Novecento la famiglia Galimberti avviò un laboratorio artigianale per realizzare poltrone e divani. Nel 1959 i fratelli Romeo, Pietro e Agostino Galimberti decisero di chiamare l'attività Flexform di Galimberti, commercializzando i prodotti in ambito locale. Nel 1967 la società diventò S.p.A e si trasformò da laboratorio artigianale a industria. Iniziarono le collaborazioni con architetti e creativi italiani, molti dei quali destinati a diventare protagonisti del design italiano.
Flexform nel 1969 affidò lo studio del marchio a Pino Tovaglia, il grafico che disegnò negli stessi anni il marchio Pirelli, mentre il designer Joe Colombo progettò la poltrona Tube Chair, poi esposta nella collezione permanente del Museum of Modern Art (MoMA) di New York.
Dagli anni settanta Flexform iniziò a esportare all'estero. Partecipando alla Fiera del Mobile di Colonia in Germania si fece conoscere nei mercati del nord Europa. Seguirono anni di espansione economica in tutta Europa che portarono la seconda generazione della famiglia Galimberti ad ampliare l'orizzonte commerciale fino a spingersi nei paesi d'oltreoceano. Con l'ingresso della terza generazione, avvenuto alla fine degli anni novanta, si consolidò l'export in Brasile, Russia, Cina, USA e nei paesi del far e middle-east.
Crebbe al contempo la necessità di diversificare ulteriormente l'offerta per soddisfare il gusto dei mercati emergenti. Venne lanciata quindi nel 2001 Flexform Mood, una nuova collezione di prodotti dallo stile internazionale e rétro, coordinata inizialmente dal designer americano John Hutton. L'azienda è rimasta una family company. Conta 135 addetti e uno stabilimento che si estende su un'area di 30.000 m². Tutta la produzione continua ad essere fatta esclusivamente in Italia a Meda, per mantenere il prodotto originariamente Made in Italy.

## Designer
Nel corso degli anni sono stati coinvolti nello studio dei nuovi prodotti designer e architetti, tra i quali: Asnago-Vender, Sergio Asti, Cini Boeri, Joe Colombo, Paolo Nava, Rodolfo Bonetto, Carlo Colombo, Gigi Radice, Giulio Manzoni. Negli ultimi 40 anni il coordinamento dell'intera collezione è stato affidato all'architetto Antonio Citterio. Nel 2016 presenta il divano Adagio design Daniel Libeskind.

## Riconoscimenti
La poltrona A.B.C.D. design Antonio Citterio ha ricevuto la Menzione d'Onore XXIV Premio Compasso d’Oro ADI dall'Associazione per il disegno industriale